# Krzysztof Słowiński (lekarz)
Krzysztof Słowiński (ur. 4 maja 1950 w Poznaniu) – polski lekarz, chirurg, doktor habilitowany, profesor Uniwersytetu Medycznego w Poznaniu.

## Życiorys
Maturę zdał w 1968 w I Liceum Ogólnokształcącym im. Karola Marcinkowskiego w Poznaniu i podjął studia na Wydziale Lekarskim Akademii Medycznej w Poznaniu, uzyskując dyplom lekarza w 1974. W tym samym roku zatrudniony został na Oddziale Chirurgicznym Szpitala im. Franciszka Raszei w Poznaniu. Doktoryzował się na podstawie pracy napisanej pod kierunkiem prof. Jana Fibaka Czynność wydzielnicza żołądka, a kliniczna ocena skuteczności wysoce wybiórczej wagotomii w leczeniu wrzodu dwunastnicy. Habilitował się w 1991 na podstawie pracy Wykorzystanie teorii zbiorów przybliżonych do analizy leczenia wrzodu dwunastnicy wysoce wybiórczą wagotomią i ostrego zapalenia trzustki płukaniem otrzewnej. Za pracę dydaktyczną został dwukrotnie wyróżniony dyplomem rektora Akademii Medycznej w Poznaniu i medalem pamiątkowym tej uczelni.
Od 1978 do 1983 był sekretarzem Oddziału Poznańskiego Towarzystwa Chirurgów Polskich (od 1991 był członkiem komisji rewizyjnej tej organizacji). Był też członkiem prezydium Wielkopolskiej Okręgowej Izby Lekarskiej.
Był autorem trzydziestu prac i osiemnastu referatów, czy doniesień zjazdowych. Do jego głównych zainteresowań naukowych należały: chirurgia choroby wrzodowej żołądka i dwunastnicy, chirurgia jelita grubego, leczenie zapalenia trzustki, chirurgia wola, jak również historia medycyny.
W 2005 otrzymał Złoty Krzyż Zasługi.